# سيد رحمن نبي
سيد رحمن نبي (14 ديسمبر 1985 بكلكتا في الهند - ) هو لاعب كرة قدم هندي في مركز الظهير. شارك مع منتخب الهند لكرة القدم. أما مع النوادي، فقد لعب مع مومباي سيتي ونادي إيست بنغال ونادي موهون باغان ونادي مومباي لكرة القدم ونادي محمدان وأتلتيكو كلكتا وBharat FC ‏.

## وصلات خارجية
- سيد رحمن نبي على موقع الاتحاد الدولي (مؤرشف)  (الإنجليزية)
- سيد رحمن نبي على موقع ناشيونال فوتبول تيمز (الإنجليزية)
- سيد رحمن نبي على موقع Soccerway.com (الإنجليزية)
- سيد رحمن نبي على موقع عالم كرة القدم.نت (الإنجليزية)